# Vídamo
Vídamo, del francés Vidame, es una corrupción francesa del término latino vice-dominus, esto es, "vice-señor". Se refiere a un título nobiliario propio de la Francia feudal asociado a algunas diócesis que el vídamo, un noble seglar, se encargaba de administrar en aquellas facetas que el Derecho Canónico o la tradición consideraban inapropiadas o incompatibles con la condición clerical del obispo. Ello solía aplicarse sobre todo a actividades que involucraran algún tipo de violencia (administración de justicia, ajusticiamientos o defensa militar) o asuntos venales (administración financiera, recaudación de diezmos). La condición de vídamo, en principio elegido por el obispo de la diócesis, no era necesariamente hereditaria, aunque acabó por recaer en miembros de la misma familia.

## Historia
El origen del título se encuentra en la época Carolingia, en la que el vídamo era, como el avoué (advocatus o abogado), un funcionario secular elegido por el obispo de una diócesis, con el consentimiento de la Corona o del señor feudal de la diócesis, para realizar aquellas labores de administración y defensa de los dominios seculares de la diócesis que, de acuerdo con la tradición o el Derecho Canónico, eran incompatibles o inapropiados para la condición clerical y por tanto no debían ser llevadas a cabo directamente por el obispo. Como se ha dicho, en general las competencias del vídamo solían involucrar algún tipo de violencia, refiriéndose especialmente a la administración de justicia y a los ajusticiamientos, y sobre todo a la defensa militar de la diócesis. A veces también realizaban labores de administración financiera de la diócesis en sustitución del vicario del obispo.
Durante aquella época los términos advocatus y vice-dominus se usaban indistintamente para referirse a un administrador de bienes y territorios eclesiásticos. Inicialmente, el vice-dominus podía ser de condición clerical (usualmente un diácono, esto es, un sacerdote no ordenado), pero dado que la mayoría de sus funciones eran incompatibles con el derecho canónico, rápidamente pasaría a ser una persona de condición laica y noble. A partir del siglo XI, los títulos de advocatus y vice-dominus pasarían a diferenciarse: el título de avoué se reservó para aquellos nobles encargados de la protección de una abadía, y el de vídamo para los nobles encargados de la protección de una sede episcopal.
Con la consolidación del sistema feudal en el siglo XII, el cargo de vídamo, así como el de avoué, pasaría a convertirse en un feudo hereditario. Sin embargo, como título el de vídamo era mucho más infrecuente y menos dignificado que el de avoué. Los avoués solían ser grandes señores que añadían la función de protección de una abadía a sus propios señoríos, mientras que los vídamos solían ser nobles menores que llevaban a cabo sus tareas estrictamente subordinados al obispo.
Usualmente, el vídamo tomaba su título de la sede que representaba, si bien en algunas ocasiones se aplicaban el término no de la diócesis sino de sus propios señoríos personales. Así, el vídamo de Picquigny era el representante del obispo de Amiens, y el vídamo de Gerberoy del obispo de Beauvais. En muchas diócesis no había vídamo, y sus funciones eran realizadas por vizcondes o castellanos. Con el incremento del poder de la Corona y de las corporaciones municipales, los vídamos fueron perdiendo sus poderes hasta que su título se convirtió en meramente honorífico.

## Funciones
Las principales funciones del vídamo eran la protección de los bienes temporales de la diócesis, representar al obispo en los tribunales de justicia del señor feudal de la diócesis, ejercer la jurisdicción temporal del obispo en su nombre, y dirigir las tropas del obispado en tiempo de guerra. A cambio, solían tener una casa cerca del palacio episcopal, recibir algún dominio temporal de la diócesis, y a veces el derecho a recibir los ingresos de algún impuesto o tasa dentro de la diócesis.

## Principales vídamos
Los principales vídamos de Francia eran los siguientes: 
- Amiens : bajo el título de Vídamo de Picquigny. Lo ostentaba la familia de los Duques de Luynes.
- Beauvais : bajo el título de Vídamo de  Gerberoy. Fue absorbida por el obispado de Beauvais en el siglo XIII.
- Châlons en Champagne : Pierre Guillaume, baron de Saint Eulien era Vídamo de Chalons en 1664.[1]
- Chartres : el Vídamo de Chartres era uno de los más ricos y poderosos, al tener el título asociado los territorios de la Ferté-Arnault (hoy en día, La Ferté-Vidame). El portador del título más conocido fue Louis de Rouvroy, duque de Saint-Simon.
- Ginebra: el título de Vídamo de Genève pertenecía a la familia de Candia los Candie de Chambéry.
- Laon : el título pasó sucesivamente por numerosas familias, entre ellas los de Roye, los de la Rochefoucauld, los de Béthune y los de Gontaut.
- Le Mans: pertenecía a los d'Angennes de Rambouillet.
- Meaux: a los de los de Vaudétar.
- Normandie: perteneció sucesivamente a los de Pavilly, los d'Esneval y los de Dreux.
- Sarlat: Antoine Paul Jacques de Quélen de Stuer de Caussade (1706-1772), duque de La Vauguyon, príncipe de Carency, par de Francia, fue vídamo de Sarlat.

Otros:
- Maguncia: el vídamo (Vizedome) del Arzobispado de Maguncia, un principado eclesiástico del Sacro Imperio Romano era originalmente un alto funcionario de la administración central del principado. Debido a la gran extensión de los dominios temporales del arzobispado, el arzobispo Adalberto de Maguncia (1112-1137) nombró en 1120 cuatro vídamos para los feudos de Maguncia-Renania, Aschaffenburg, Eichsfeld-Hesse y Erfurt. Hasta la disolución del principado electoral en 1812, dichos cuatro vídamos actuarían como una instancia intermedia entre el gobierno arzobispal y las administraciones locales de dichos territorios. A partir de 1664, el vídamo de Erfurt pasará a ser directamente el gobernador del territorio.